# Helen Frik

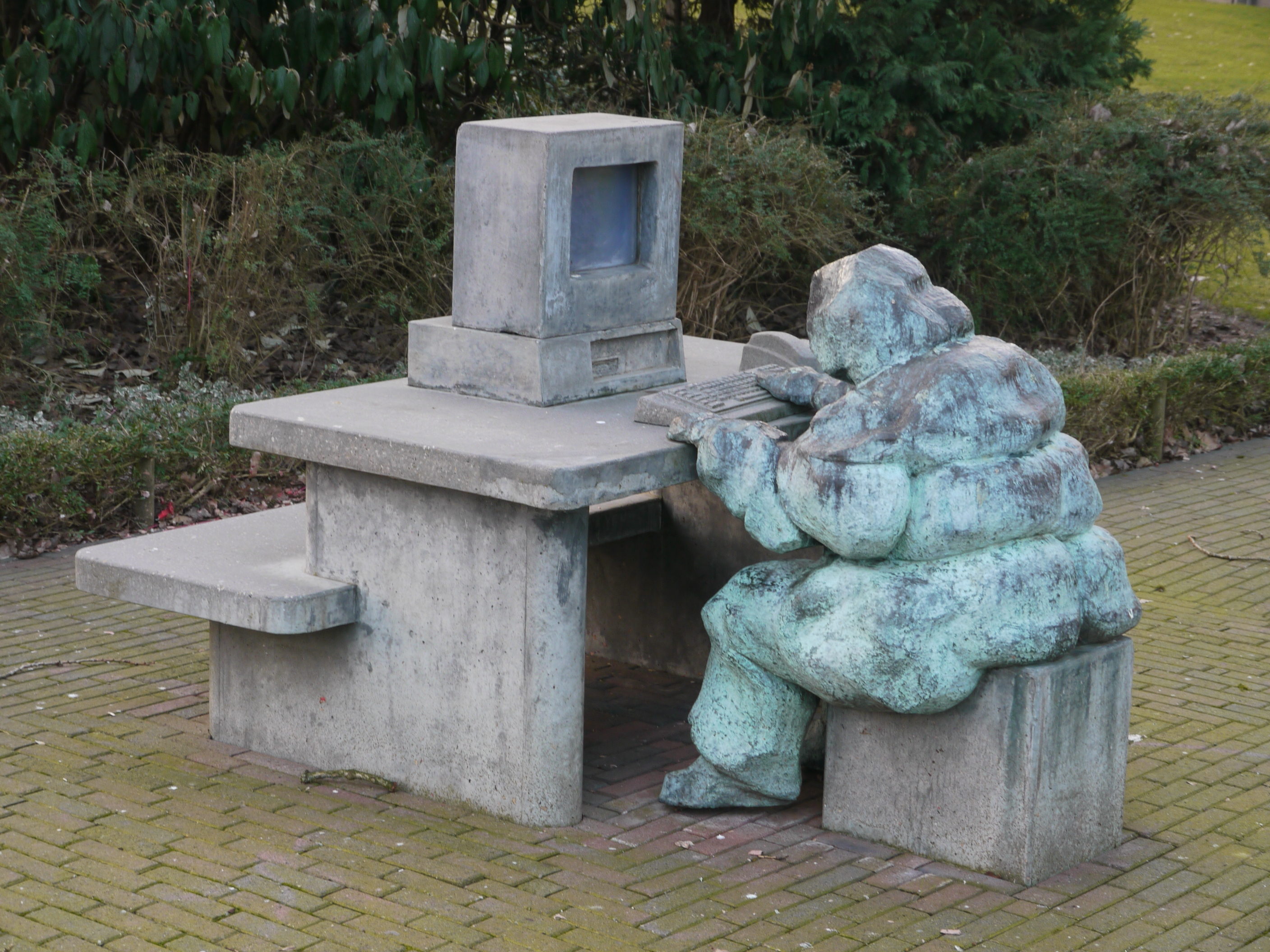
De Hardwerker (1999)

Helen Charlotte (Helen) Frik (Worcester, 25 augustus 1960) is een Engelse beeldhouwer, schilder, tekenaar en fotograaf. Frik is ook actief als sieraadontwerper.

## Leven en werk
Helen Frik kreeg van 1978 tot 1981 haar opleiding aan de Brighton Polytechnic in Brighton en studeerde aansluitend van 1981 tot 1983 aan Ateliers '63 in Haarlem. Sinds 1985 is zij docent beeldhouwkunst aan de Academie voor Kunst en Industrie in Enschede.
De kunstenares, die sinds 1983 in Amsterdam woont en werkt, ontving in 1996 de Jeanne Oosting Prijs voor haar aquarelleerkunst en in 2001 de Sandbergprijs van het Amsterdamse Kunstenfonds.
Frik kreeg haar eerste solo-expositie, genaamd Difficult, in Groot-Brittannië in 2010 in het Chapter Arts Centre in Cardiff.

## Enkele werken in de openbare ruimte
- "De Wachter" (1991) brons, corten staal, beton. Geplaatst op het viaduct Verlserbroekse Dreef over de N208, wijkentre voor Velserbroek.
- ... and life just goes on (1992) brons, Belgische hardsteen, Beeldenroute Maliebaan in Utrecht
- Deaf, Dumb and Blind (2002), in Bergschenhoek
- Boekenkast Carry van Bruggen (1997) brons, Vaartbrug in Zaandam
- De Hardwerker (1997) brons, beton, Rubensstraat in Apeldoorn
- Bedelketting (2000) brons, ijzer, beton, keramiek, Johan van Oldenbarnevetlaan in Zeist
- De groep (2003)[2], Plein 200 in Huizen

## Tentoonstellingen (selectie)
- 2014 - Kettingreacties, sieraden en fotografie van Claartje Keur, CODA, Apeldoorn